# LI18NUX
LI18NUX（ライエイティーンナックス）とは、Linuxの国際化を推進する団体で、Linux Internationalization Initiativeの略称(InternationalizationのIと末尾のnの間が18字省略されていることによる。)である。
1999年9月29日に東京国際フォーラムで開催された「Linux World Expo 99」の会場で公式活動を開始した。2000年5月8日、Linux Standard Base と合体する形で Free Standards Group となった。
2003年7月頃に OpenI18N と名称を変更した模様。
LI18NUXでは、Linuxの国際化を推進する人々に技術討論の場を提供したりもしている。

## リンク
- LI18NUX.org
- OpenI18N.org

## 関連記事
- Linux国際化への取り組み　Li18nuxアジア太平洋地域議長　木戸彰夫氏に伺う